# Lucullus
Lucius Licinius Lucullus (n. cca. 117 î.Hr. – d. 57/56 î.Hr.) a fost un politician din facțiunea aristocratică Optimates a Republicii Romane târzii. Era în strânsă legătură cu generalul și omul de stat Sulla Felix. 
În punctul culminant al carierei sale de peste douăzeci de ani în serviciu militar aproape continuu și în servicii guvernamentale a ajuns cel mai mare cuceritor al regatelor din estul Republicii, ca urmare al celui de-al Treilea Război Mitridatic în care a dovedit abilități extraordinare de general în diverse situații, mai ales în timpul asediului de Cyzicus și în bătălia de la Tigranocerta din Arzanene, Armenia. Stilul său de comandă a beneficiat de o atenție deosebit de favorabilă din partea experților militari din antichitate, iar campaniile sale au ajuns să fie studiate drept model al unui general iscusit. Rivalul său Pompei îl numea pe jumătate în glumă „Xerxes într-o togă”.